# Cratere Kebira
Il Cratere Kebira (in arabo: فوهة كبيرة) è una struttura geologica, presumibilmente di origine vulcanica, nel deserto del Sahara. Per qualche tempo è stato ritenuto un cratere meteoritico, ma recentemente sono stati sollevati dubbi riguardo alla sua natura di cratere da impatto.

## La scoperta
Il centro del cratere si trova in Libia, ma si estende ad est fino in Egitto. La scoperta di questo cratere fu annunciata nel marzo 2006, dopo che i satelliti di telerilevamento, con l'apporto dei ricercatori dell'Università di Boston (Dottori Farouk El-Baz ed Eman Ghoneim) ne rilevarono l'esistenza.

## La fisionomia
Il cratere ha due cerchi, di cui quello esterno di 31 chilometri di diametro. Se si trattasse davvero di un cratere meteoritico, sarebbe molto più grande del Cratere dell'Oasi che ha un diametro di circa 18 chilometri.

## Il nome
Il nome Kebira, dato al cratere, deriva dalla parola araba kebir che indica "grande", usata anche per indicare il Gilf Kebir (in italiano la Grande Barriera), una regione dell'Egitto sud-occidentale.